# Helge Rode
Helge Rode (Frederiksberg, 16 de outubro de 1870 – Frederiksberg, 23 de março de 1937) foi um escritor e crítico dinamarquês e jornalista do Politiken, Berlingske Tidende e Illustreret Tidende.
Ele era filho de Margrethe Rode, irmão do político Ove Rode, e pai do ator Ebbe Rode. Em 1905, ele se casou com a escritora Edith Rode, com quem teve quatro filhos.
Ele foi um crítico de Georg Brandes e do Modern Breakthrough. A peça Moderen (The Mother) do compositor Carl Nielsen foi escrita para uma peça de Rode em 1920-21.
Ligado de início ao grupo simbolista liderado por J. Jørgensen, a influência da sua produção lírica (centrada em temas como a solidão, a experiência mística e a morte) chega até à geração poética existencialista ulterior à II Guerra Mundial.[carece fontes]
Nos seus ensaios opôs as suas concepções panteístas e neorromânticas, ao intelectualismo e positivismo em voga.[carece fontes]

## Obras principais[1]
- Flores Brancas (1892)
- Ariel (1914)
- A Rosa Silvestre (1931)